# Ана Бонд
Ана Бонд (ಅಣ್ಣ ಬಾಂಡ್) је индијски акциони филм из 2012. године, снимљен у режији Дунија Сури.

## Улоге
| Глумац         | Улога                 |
| -------------- | --------------------- |
| Пунит Раџкумар | Бонд Рави / Анна Бонд |
| Пријамани      | Мира                  |
| Ниди Субаја    | Дивја                 |
| Џеки Шроф      | Чарли                 |
| Рангајана Рагу | Чапати Бабу           |
| Авинаш         | Чандракант            |
| Балу Нагендра  | Бала                  |